# Kîiivske, Novomîkolaiivka
Kîiivske (în ucraineană Київське) este un sat în comuna Holubkove din raionul Novomîkolaiivka, regiunea Zaporijjea, Ucraina.

## Demografie
Componența lingvistică a localității Kîiivske
     Ucraineană (82,76%)
     Rusă (17,24%)
Conform recensământului din 2001, majoritatea populației localității Kîiivske era vorbitoare de ucraineană (82,76%), existând în minoritate și vorbitori de rusă (17,24%).